# Cadã
Cadã (em mongol: Кадан; romaniz.: Kadan) ou Cadano (em latim: Cadanus) foi um nobre mongol do século XIII, filho do grão-cã Oguedai Cã (r. 1229–1241). Em 1235, foi enviado junto da expedição de Batu Cã no Ocidente. Após a decisiva Batalha de Mohi, perseguiu o rei Bela IV até Ragusa, no mar Adriático, até saber da notícia da morte de seu pai, que fez os mongóis levantarem a campanha em 1242 e voltarem ao Império Mongol.